# Скайстлаукс, Вольдемар Йохан
Вольдемар Йохан Скайстлаукс (настоящая фамилия Шенфельд, латыш. Voldemārs Johans Skaistlauks (Šēnfelds); 6 сентября 1892, Кальнцемская волость, Добленский уезд, Курляндская губерния, Российская империя — 9 октября 1972, Людвигсбург, ФРГ) — офицер русской, советской, латвийской и немецкой армии.

## Биография

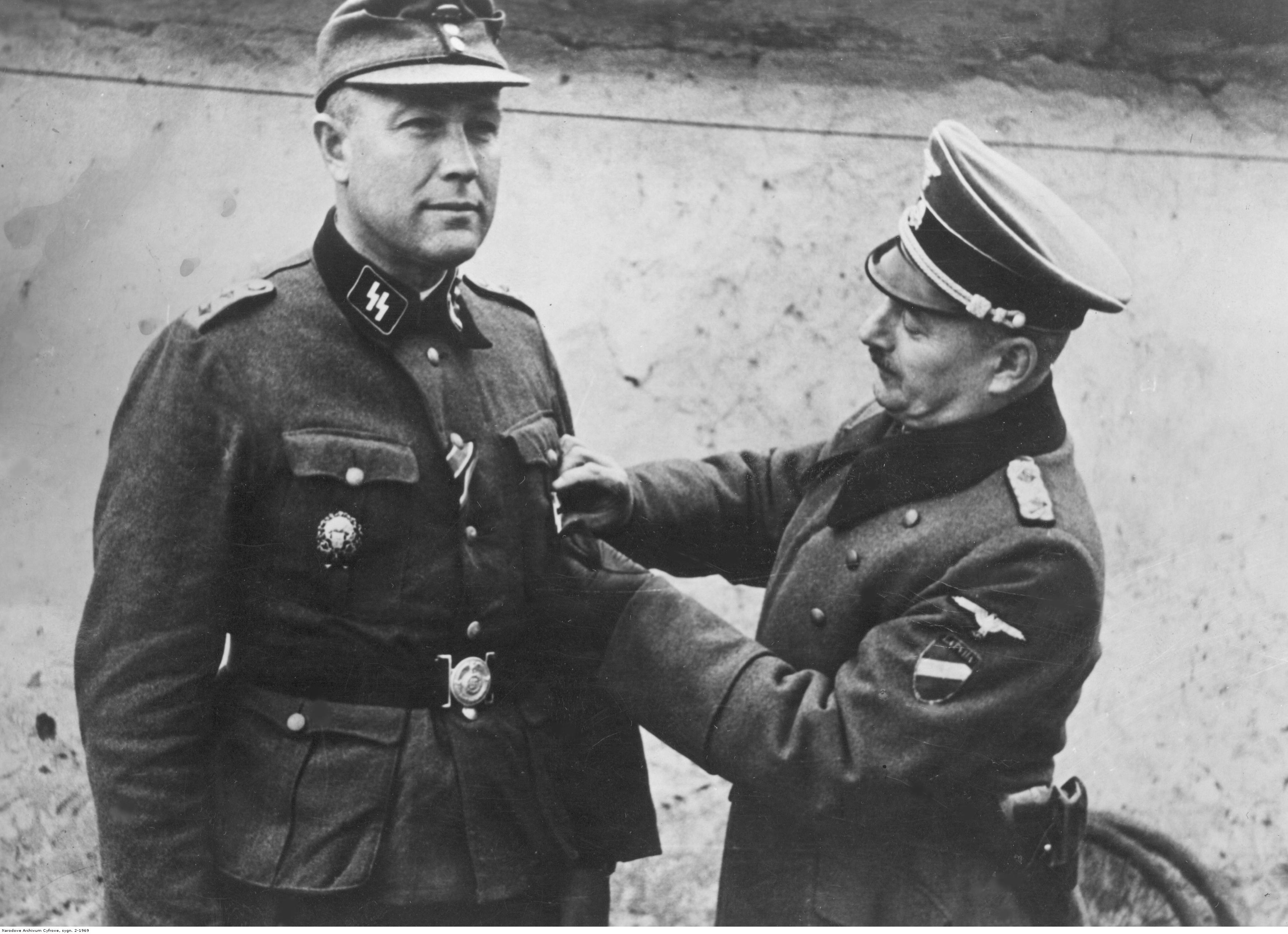
Скайстлаукс справа

Поручик (1917), генерал Латвийской армии (август 1940 года), генерал-майор РККА (29 декабря 1940 года), штандартенфюрер СС (1943 год), оберфюрер СС (1944 год). Участник освободительного движения в Латвии. Помощник командира Курземской пехотной дивизии, начальник артиллерии 181-й стрелковой дивизии, начальник артиллерии 24-го стрелкового корпуса (1940), начальник артиллерии 15-й гренадерской дивизии СС (1943).
В начале немецкой оккупации (до 7 июля 1941 года) исполнял обязанности начальника вспомогательной полиции города Рига.
Кавалер ордена Трех звезд (3 ст.), ордена Лачплесиса (3 ст.), ордена Виестура (2 ст.), эстонских креста Свободы и ордена Орлиного креста и немецкого Железного креста (1 и 2 ст.).
Поэт, автор сборника стихов «Tālas ugunis» («Далёкие огни»).
После войны оказался в американской зоне оккупации Германии, проживал в ФРГ. Умер в Людвигсбурге.